# Мігель Анхель Ньєто
Мігель Анхель Ньєто (ісп. Miguel Ángel Nieto, нар. 12 січня 1986, Мадрид) — іспанський футболіст, що грав на позиції півзахисника.

## Ігрова кар'єра
Народився 12 січня 1986 року в Мадриді. Вихованець клубної академії «Реал Мадрид». У 2004—2008 роках грав за третю і другу команди «Реала», а 2007 року також дві гри провів за головну команду «королівського клубу».
2008 року приєднався до вищолігової «Альмерії», де протягом двох сезонів був гравцем резервного складу, однак регулярно отримував ігравий час. У сезоні 2010/11 практично припинив залучатися до ігор головної команди клубу, на початку 2011 року був відданий в оренду до друголігового «Хереса», а за півроку на умовах повноцінного контракту став гравцем іншого представника Сегунди, «Нумансії».
Згодом грав у третьому дивізіоні за «Расінг» (Сантандер), у Сегунді за «Кордову» і знову на рівні третього дивізіону у складі «Льєйда Еспортіу» та «Еркулеса».
Завершував ігрову кар'єру у третьоліговому «Алькояно» у 2018—2019 роках.